# Robert Pražák
Robert Pražák (* 2. Dezember 1892 in Pilsen; † 16. Mai 1966 ebenda) war ein tschechoslowakischer Turner.

## Erfolge
Robert Pražák nahm an zwei Olympischen Spielen teil. Bei seinem Olympiadebüt 1920 in Antwerpen gehörte er zur tschechoslowakischen Equipe im Mannschaftsmehrkampf, mit der er als Vierter knapp einen Medaillengewinn verpasste. Bei den Olympischen Spielen 1924 in Paris war er gleich mehrfach erfolgreicher als vier Jahre zuvor. Im Einzelmehrkampf erzielte er 110,323 Punkte und wurde nur von Leon Štukelj aus Jugoslawien knapp geschlagen, der mit 110,340 Punkten lediglich 0,017 Punkte besser als Pražák war. Eine weitere Silbermedaille gewann er am Barren: mit 21,61 Punkten blieb er hinter dem Schweizer Olympiasieger August Güttinger, der 21,63 Punkte erhielt, erneut nur knapp zurück. An den Ringen sicherte sich Robert Pražák mit 21,483 Punkten seine dritte Silbermedaille, diesmal hinter dem Italiener Francesco Martino. Ihm Sprung und am Reck belegte er jeweils den neunten Rang, am Seitpferd wurde er Achter. In den übrigen Disziplinen verpasste er eine Platzierung unter den besten zehn.